# Wilbarston
Wilbarston – wieś w Anglii, w hrabstwie Northamptonshire, w dystrykcie (unitary authority) North Northamptonshire. Leży 29 km na północ od miasta Northampton i 119 km na północny zachód od Londynu. Miejscowość liczy 767 mieszkańców.